# GSTO1
La protéine GSTO1, ou glutathion S-transférase oméga 1, est une oxydoréductase et une transférase, codée chez l'homme par le gène GSTO1, situé sur le chromosome 10,. Elle est exprimée dans le cytoplasme des cellules de tous les types de tissus, notamment dans le foie, les muscles squelettiques et le cœur.
L'autre paralogue de cette enzyme chez l'homme est la glutathion S-transférase oméga 2, exprimée également dans tous les tissus, avec cependant une prédilection pour les testicules. Ces enzymes sont présentes chez les mammifères, les insectes et les vers, chez qui elles réduisent l'acide déshydroascorbique et l'arséniate de méthyle CH3AsO3 à l'aide de glutathion. Elles jouent par conséquent un rôle important dans le recyclage de la vitamine C et dans la métabolisation des composés arséniés, et interviennent peut-être dans le cycle glutathion-ascorbate du métabolisme antioxydant.

## Documentation
- (en) R. Matoba, K. Okubo, N. Hori, Fukushima Atsushi et Matsubara Kenichi, « The addition of 5'-coding information to a 3'-directed cDNA library improves analysis of gene expression », Gene, vol. 146, no 2,‎ 1994, p. 199–207 (PMID 8076819, DOI 10.1016/0378-1119(94)90293-3)

- (en) T. Ishikawa, A. F. Casini et M. Nishikimi, « Molecular cloning and functional expression of rat liver glutathione-dependent dehydroascorbate reductase », J. Biol. Chem., vol. 273, no 44,‎ 1998, p. 28708–12 (PMID 9786866, DOI 10.1074/jbc.273.44.28708)

- (en) R. Kodym, P. Calkins et M. Story, « The cloning and characterization of a new stress response protein. A mammalian member of a family of theta class glutathione s-transferase-like proteins », J. Biol. Chem., vol. 274, no 8,‎ 1999, p. 5131–7 (PMID 9988762, DOI 10.1074/jbc.274.8.5131)

- (en) M. J. Hubbard et N. J. McHugh, « Human ERp29: isolation, primary structural characterisation and two-dimensional gel mapping », Electrophoresis, vol. 21, no 17,‎ 2001, p. 3785–96 (PMID 11271497, DOI 10.1002/1522-2683(200011)21:17<3785::AID-ELPS3785>3.0.CO;2-2)

- (en) Z. L. Yin, J. E. Dahlstrom, C. Le, D. G. outeur et P. G. Board, « Immunohistochemistry of omega class glutathione S-transferase in human tissues », J. Histochem. Cytochem., vol. 49, no 8,‎ 2001, p. 983–7 (PMID 11457926, DOI 10.1177/002215540104900806)

- (en) R. L. Strausberg, E. A. Feingold, Grouse, J. G. Derge, R. D. Klausner, F. S. Collins, L. Wagner, C. M. Shenmen et G. D. Schuler, « Generation and initial analysis of more than 15,000 full-length human and mouse cDNA sequences », Proc. Natl. Acad. Sci. U.S.A., vol. 99, no 26,‎ 2003, p. 16899–903 (PMID 12477932, PMCID 139241, DOI 10.1073/pnas.242603899)

- (en) T. Tanaka-Kagawa, H. Jinno, T. Hasegawa, Yuko Makino, Yoshiyuki Seko, Nobumitsu Hanioka et Masanori Ando, « Functional characterization of two variant human GSTO 1-1s (Ala140Asp and Thr217Asn) », Biochem. Biophys. Res. Commun., vol. 301, no 2,‎ 2003, p. 516–20 (PMID 12565892, DOI 10.1016/S0006-291X(02)03066-8)

- (en) L. Yu, K. Kalla, E. Guthrie, Amy Vidrine et Walter T. Klimecki, « Genetic variation in genes associated with arsenic metabolism: glutathione S-transferase omega 1-1 and purine nucleoside phosphorylase polymorphisms in European and indigenous Americans », Environ. Health Perspect., vol. 111, no 11,‎ 2004, p. 1421–7 (PMID 12928150, PMCID 1241635, DOI 10.1289/ehp.6420)

- (en) Y. J. Li, S. A. Oliveira, P. Xu, E. R. Martin, J. E. Stenger, C. R. Scherzer, M. A. Hauser, W. K. Scott et G. W. Small, « Glutathione S-transferase omega-1 modifies age-at-onset of Alzheimer disease and Parkinson disease », Hum. Mol. Genet., vol. 12, no 24,‎ 2004, p. 3259–67 (PMID 14570706, DOI 10.1093/hmg/ddg357)

- (en) A. K. Whitbread, G. D. Mellick, P. A. Silburn, D. G. Le Couteur et P. G. Board, « Glutathione transferase Omega class polymorphisms in Parkinson disease », Neurology, vol. 62, no 10,‎ 2004, p. 1910–1 (PMID 15159516, DOI 10.1212/01.wnl.0000125282.09308.b1)

- (en) P. Deloukas, M. E. Earthrowl, D. V. Grafham, M. Rubenfield, L. French, C. A. Steward, S. K. Sims, M. C. Jones et S. Searle, « The DNA sequence and comparative analysis of human chromosome 10 », Nature, vol. 429, no 6990,‎ 2004, p. 375–81 (PMID 15164054, DOI 10.1038/nature02462)

- (en) D. S. Gerhard, L. Wagner, E. A. Feingold, C. M. Shenmen, L. H. Grouse, G. Schuler, S. L. Klein, S. Old et R. Rasooly, « The Status, Quality, and Expansion of the NIH Full-Length cDNA Project: The Mammalian Gene Collection (MGC) », Genome Res., vol. 14, no 10B,‎ 2004, p. 2121–7 (PMID 15489334, PMCID 528928, DOI 10.1101/gr.2596504)

- (en) H. Kölsch, M. Linnebank, D. Lütjohann, F. Jessen, U. Wüllner, U. Harbrecht, K. M. Thelen, M. Kreis et F. Hentschel, « Polymorphisms in glutathione S-transferase omega-1 and AD, vascular dementia, and stroke », Neurology, vol. 63, no 12,‎ 2005, p. 2255–60 (PMID 15623683, DOI 10.1212/01.wnl.0000147294.29309.47)

- (en) A. Ozturk, PP Desai, Minster RL, Steven T. Dekosky et M. Ilyas Kamboh, « Three SNPs in the GSTO1, GSTO2 and PRSS11 genes on chromosome 10 are not associated with age-at-onset of Alzheimer's disease », Neurobiol. Aging, vol. 26, no 8,‎ 2005, p. 1161–5 (PMID 15917099, DOI 10.1016/j.neurobiolaging.2004.11.001)

- (en) Stelzl U, U. Worm, Lalowski M, Christian Haenig, Felix H. Brembeck, Heike Goehler, Martin Stroedicke, Martina Zenkner et Anke Schoenherr, « A human protein-protein interaction network: a resource for annotating the proteome », Cell, vol. 122, no 6,‎ 2005, p. 957–68 (PMID 16169070, DOI 10.1016/j.cell.2005.08.029)

- (en) J. Fujihara, T. Kunito et H. Takeshita, « Frequency of two human glutathione-S-transferase omega-1 polymorphisms (E155 deletion and E208K) in Ovambo and Japanese populations using the PCR-based genotyping method », Clin. Chem. Lab. Med., vol. 45, no 5,‎ 2007, p. 621–4 (PMID 17484623, DOI 10.1515/CCLM.2007.128)

- (en) T. H. Harju, M. J. Peltoniemi, P. H. Rytilä, Ylermi Soini, Kaisa M. Salmenkivi, Philip G. Board, Lloyd W. Ruddock et Vuokko L. Kinnula, « Glutathione S-transferase omega in the lung and sputum supernatants of COPD patients », Respir. Res., vol. 8, no 1,‎ 2007, p. 48 (PMID 17617905, PMCID 1939846, DOI 10.1186/1465-9921-8-48)

- (en) H. Kölsch, S. Larionov, O. Dedeck, M. Orantes, G. Birkenmeier, W. S. T. Griffin et D. R. Thal, « Association of the glutathione S-transferase omega-1 Ala140Asp polymorphism with cerebrovascular atherosclerosis and plaque-associated interleukin-1 alpha expression », Stroke, vol. 38, no 10,‎ 2007, p. 2847–50 (PMID 17717316, DOI 10.1161/STROKEAHA.107.484162)